# Rodolfo A. Weidmann
Rodolfo Alberto Weidmann (Mar del Plata, 22 de octubre de 1909-Santa Fe, 1992) fue un abogado, profesor universitario y político argentino de la Unión Cívica Radical, que se desempeñó como diputado nacional por la provincia de Santa Fe entre 1952 y 1955, senador nacional por la misma provincia entre 1958 y 1961 y como embajador ante la Organización de los Estados Americanos de 1962 a 1964.

## Biografía
Nacido en Mar del Plata en 1909, se graduó de abogado en la Facultad de Ciencias Jurídicas y Sociales de la Universidad Nacional del Litoral. Se especializó en derecho administrativo y ejerció como profesor universitario. Fue presidente del colegio de abogados santafecino y de la Sociedad Rural de Santa Fe.
Miembro de la Unión Cívica Radical (UCR), entre 1949 y 1952 integró la Cámara de Diputados de la Provincia de Santa Fe.
En las elecciones legislativas de 1951, fue elegido diputado nacional por la provincia de Santa Fe, como candidato de la UCR en la 4° circunscripción de Santa Fe. Fue vocal en las comisiones de Agricultura y Ganadería, y de Comercio. Había sido elegido hasta 1958 pero permaneció en el cargo hasta septiembre de 1955, cuando su mandato fue interrumpido por el golpe de Estado de la autoproclamada Revolución Libertadora.
En 1957, fue convencional constituyente en la reforma de la Constitución Nacional por Santa Fe. En mayo de 1958, asumió como senador nacional por la misma provincia, con mandato hasta 1964, renunciando en noviembre de 1961. Fue presidente de la comisión de Asuntos Constitucionales, Administrativos y Municipales; y vocal de la comisión de Energía y Combustibles.
En marzo de 1962, el presidente Arturo Frondizi lo designó representante permanente de Argentina ante la Organización de los Estados Americanos (OEA), presentando sus cartas credenciales ante el secretario general José Antonio Mora en mayo de ese año, ya durante la presidencia de José María Guido. Durante ese período, fue vicepresidente del Consejo Permanente de la OEA de 1962 a 1963.

## Condecoraciones
- Italia: Gran oficial de la Orden al Mérito de la República Italiana (1960).[10]